# Municipio de Auglaize (condado de Paulding)
El municipio de Auglaize (en inglés: Auglaize Township) es un municipio ubicado en el condado de Paulding en el estado estadounidense de Ohio. En el año 2010 tenía una población de 1454 habitantes y una densidad poblacional de 25,31 personas por km².

## Geografía
El municipio de Auglaize se encuentra ubicado en las coordenadas 41°11′7″N 84°24′32″O / 41.18528, -84.40889. Según la Oficina del Censo de los Estados Unidos, el municipio tiene una superficie total de 57.45 km², de la cual 55,64 km² corresponden a tierra firme y (3,16 %) 1,81 km² es agua.

## Demografía
Según el censo de 2010, había 1454 personas residiendo en el municipio de Auglaize. La densidad de población era de 25,31 hab./km². De los 1454 habitantes, el municipio de Auglaize estaba compuesto por el 96,15 % blancos, el 0,76 % eran afroamericanos, el 0,41 % eran amerindios, el 0,21 % eran asiáticos, el 1,03 % eran de otras razas y el 1,44 % eran de una mezcla de razas. Del total de la población el 4,54 % eran hispanos o latinos de cualquier raza.